# Óscar R. Benavides
Óscar Raymundo Benavides Larrea (15. března 1876, Lima – 2. července 1945, Lima) byl peruánský maršál, diplomat a politik, který v letech 1914–1915 a opět v letech 1933–1939 zastával funkci prezidenta Peru.

## Mládí
Narodil se v Limě dne 15. března 1876 seržantovi Národní gardy Miguelu Benavides y Gallegos. Navštěvoval školu Colegio de Nuestra Señora de Guadalupe v Limě a poté nastoupil na Vojenskou školu v Limě. V roce 1894 vstoupil do dělostřelecké brigády Dos de Mayo a roku 1901 byl povýšen do hodnosti kapitána. V roce 1906 školu absolvoval s výbornými výsledky. Poté odjel do Francie, aby zde dokončil svůj vojenský výcvik.

## Tažení na řece Japurá
Do Peru se vrátil v prosinci 1910. Zde se stal velícím důstojníkem 9. pěšího praporu, který měl svá kasárna na severu Peru na tichomořském pobřeží ve městě Chiclayo. V únoru 1911 dostal Benavides rozkaz vést prapor do peruánské Amazonie k severovýchodní hranici s Kolumbií, která vybudovalo opevněné stanoviště v La Pedrera na jižním břehu řeky Japurá. Ta se tak však podle Smlouvy Porras-Tranco Argáeze z roku 1909 nacházelo na území Peru.
Při přesunu musel prapor překonat andské pásmo, ve kterém se nenacházely silnice a urazit více než 2 000 km. V Balsapuertu na horním toku Huallaga si expedice připravila vory a získala také kánoe. Jimi se pustila po proudu do Yurimaguasu ležícím na této řece. Odtud se přeplavili lodí do Iquitosu na Amazonce. Námořní expedice sestávající z jednoho dělového člunu a čtyř lodí vyrazila z Iquitosu 29. června 1911, čtyři měsíce poté, co opustili Chiclayo. Do La Pedrera dopluli 10. července 1911. Po vzájemné výměně nót během nichž kolumbijský velitel odmítl opustit oblast, zahájil Benavides útok. Peruánci dosáhli úspěchu, ale 24. července byl Benavides informován o podpisu dohody mezi kolumbijskou a peruánskou vládou, podle níž měly peruánské síly opustit oblast Japurá a stáhnout se k řece Putumayo.
Dne 28. července 1911 dlely peruánské síly stále v La Pedrera a oslavovaly Den nezávislosti. Chybělo jim však vybavení, které by je chránilo před počasím a infekcemi vyskytujícími se v této oblasti. Jednotky prošly epidemií žluté zimnice a vojáci trpěli i nemocí beriberi, způsobené nedostatkem thiaminu. Bez léků byla jednotka nemocemi značně zdecimována.
Dne 4. srpna se velitel Benavides vrátil do Iquitosu. Byl povýšen do hodnosti plukovníka pěchoty. Sám Benavides ale dle zápisu ve svém deníku nebyl s výpravou spokojen a sám trpěl nemocí. Vláda jej poslala do Evropy, kvůli léčbě beriberi. Když se 8. dubna 1912 vrátil do Peru, byl vítán jako národní hrdina a na jeho počest se konala v Limě přehlídka. Zde se potkal se svou vzdálenou sestřenicí Franciscou Benavides Diez Canseco, se kterou se o několik měsíců později oženil. Benavides byl jmenován velícím generálem v Arequipě. V listopadu 1913 se stal vrchním v velitelem štábu v Limě.
Dne 16. července 1913 byl během přepadení postřelen do paže. Později téhož dne byl trefen ještě jednou zbloudilou kulkou. Ani jedno ze zranění jej však neohrožovalo na životě.

## Ve funkci prezidenta

### První funkční období
V roce 1912 byl prezidentem Peru zvolen za podpory dělnického hnutí Guillermo Billinghurst. Prezident čelil opozici v Kongresu a zamýšlel Kongres zrušit. Z toho důvodu několik kongresmanů naplánovalo proti prezidentovi spiknutí a ve svých snahách o jeho sesazení získali podporu podplukovníka José Urdanivia Ginése. Prezident se pokusil vyzbrojit obyvatelstvo, aby čelilo převratu vedeném ozbrojenými silami. Spiklenci se obrátili i na plukovníka Benavidese, který souhlasil s jejich podporou z důvodu obrany ústavního pořádku i z důvodu prevence rozdělení armádních sil. Dne 4. února 1914 armáda pod velením Óscara Benavidese získala prohlášení prezidenta o ochotě vyjednávat. Billinghurst byl sesazen a vyhoštěn do Chile, kde následující rok zemřel.
Benavides byl jmenován předsedou vládní rady. Dne 15. května 1914 byl Národním kongresem jmenován prozatímním prezidentem. Dne 17. prosince 1914 byl Benavides povýšen do hodnosti brigádního generála. Během osmnácti měsíců své vlády obnovil v zemi politický pořádek a stabilitu. Benavides vyhlásil prezidentské volby, které vyhrál José Pardo y Barreda, jež tak 18. srpna 1915 převzal funkci prezidenta.
Prezident Pardo posla Benavidese v roce 1916 do Paříže jako pozorovatele během první světové války. Ten se tak stal svědkem bitvy u Verdunu. Následně jej Pardo v roce 1917 poslal do Itálie jako mimořádného vyslance a zplnomocněného ministra. Dne 4. července 1919 se po státním převratu stal prezidentem Peru Augusto B. Leguía. V roce 1920 Benavides na svůj post v Římě rezignoval a vrátil se do Limy. Leguía se obával, že by mohl Benavides zorganizovat vzpouru a dne 3. května 1921 jej nechal zatknout. Spolu s dalšími pětadvaceti vězni byl naloděn na palubu parníku Paita mířícím do australského Sydney. Na palubě vypukla vzpoura vedená Benavidesem, během které vzbouřenci zajali kapitána i důstojníky a zamířili do Kostariky. Odsud se Benavides přesunul do Panamy a později do Guayaquilu v Ekvádoru, odkud obnovil kontakty s prezidentovou opozicí. V listopadu 1927 odjel do Francie.

### Druhé funkční období
Dne 22. srpna 1930 zahájil podplukovník Luis Miguel Sánchez Cerro v Arequipě revoluci následkem čehož prezident Leguía rezignoval ze své funkce. Sánchez Cerro se stal prozatímním prezidentem. Benavides byl 3. října 1930 jmenován mimořádným vyslancem a zplnomocněným ministrem ve Španělsku a v únoru 1932 v Anglii. Poté vláda Benavidese odvolala a 27. března 1932 jej jmenovala velícím generálem Rady národní obrany. Byl tak odpovědný za peruánské síly s ohledem na obnovený konflikt s Kolumbií. Dne 31. března 1932 byl povýšen do hodnosti divizního generála.
Sánchez Cerro byl zavražděn 30. dubna 1933. Z důvodu omezení zmatků po smrti prezidenta byl Benavides jmenován prezidentem na dobu do skončení funkčního období mrtvého prezidenta. Benavides podepsal novou Ústavu Peru, která nahradila předchozí ústavu z roku 1920. Nová ústava byla v platnosti až do roku 1979.
Mezi hlavní úkoly nové vlády patřilo vyřešení konfliktu s Kolumbií a uklidnění domácí politiky. Mírová smlouva s Kolumbií však byla dojednána až v květnu 1943. Aby uklidnil politickou situaci v zemi postavil Benavides mimo zákon Americkou lidovou revoluční alianci s tím, že se jedná o mezinárodní politickou stranu a jako takovou ji peruánská ústava zakazuje. Ze stejného důvodu potlačil i komunistickou stranu. V roce 1936 Benavides vyhlásil prezidentské volby, ale jejich výsledek byl anulován.
Benavidesův mandát byl o tři roky prodloužen. Během té doby prosazoval politiku podle hesla Řád, mír a práce. Posílil ozbrojené síly a vybavil je moderní výzbrojí. Byly postaveny Doky námořnictva a suchý dok v Callao. Byla také dokončena Panamerická dálnice mířící z Ekvádoru do Chile podél peruánského pobřeží, stejně jako centrální dálnice překračující Andy a vedoucí na východ od Limy do Amazonského opralesa a mířící až do Tingo María. Bylo také zrušeno silniční i mostní mýtné.
Vláda nechala postavit obytné domy a jídelny pro dělníky a jejich rodiny a zavedla pro ně sociální zabezpečení a také přijala nový občanský zákoník. Podporovala také cestovní ruch a ve velkých peruánských městech byla plánována výstavba hotelů. Bylo také naplánováno velké národní sčítání lidu, které se však uskutečněno až v roce 1940. Během Benavidesova funkčního období byly zahájena druhá fáze přestavby Palacio de Gobierno, stejně jako Palacio de Justicia.
Dne 8. prosince 1939 Benavidese ve funkci prezidenta nahradil Manuel Prado y Ugarteche, který zvítězil během prezidentských voleb konaných v témže roce. Nový prezident 19. prosince 1939 udělil Benavidesovi titul Maršála Peru.

## Konec života
Od roku 1940 sloužil Benavides jako velvyslanec Peru v Madridu a v letech 1941–1944 jako velvyslanec v Buenos Aires. Do Peru se vrátil 17. července 1944 a patřil mezi zakladatele Národní demokratické fronty (Frente Democrátio Nacional). Óscar Benavides zemřel dne 2. července 1945 v Limě.

## Vyznamenání
- rytíř Řádu čestné legie – Francie